# Charles E. Brown (fotograf)
Charles E. Brown (20. ledna 1896, Wimbledon, Londýn – 9. října 1982, Storrington, West Sussex, Anglie) byl profesionální letecký fotograf pracující pro noviny United Kingdom newspapers, letecký průmysl a na volné noze jako komerční fotograf s oficiální akreditací jako válečný zpravodaj. Jeho letecký archiv 30 000 snímků je uchován v muzeu RAF v Hendonu od roku 1978.

## Život a dílo
Ke svým 14. narozeninám dostal malý fotoaparát a v roce 1911 zachytil nouzové přistání balonu v londýnském Southfieldsu. Fotografie vzduchoplavce v potížích byla zveřejněna v Daily Mirror a noviny Charlesi Brownovi za ni zaplatily poplatek ve výši půl anglické guiney. Výtvarný redaktor Daily Mirror Hannen Swaffer se poté Charlese Browna dotázal, zda by nechtěl zvážit svou kariéru v novinách jako fotograf. Když v 16 letech opustil školu, naučil se pracovat s fotografickými postupy, vyvolávat filmy a zvětšovat fotografie v temné komoře deníku pod vedením Bernarda Alferiho.
V roce 1915 požádal o vyslání do fotografické sekce Royal Naval Air Service, ale byl odmítnut. Poté pokračoval v práci pro Daily Mirror ve Spojeném království a nakonec byl povolán do 532. divize Royal Engineers jako sanitář ve Wrexham, Wales. Po absolvování testů z fotografie u Royal Engineers dne 10. srpna 1918 začal spolupracovat s Royal Air Force při jejich londýnském fotografickém centru. Po ukončení vojenské služby 17. ledna 1919 se znovu vrátil do redakce Daily Mirror.
Po válce Daily Mirror opustil a založil svou vlastní nezávislou tiskovou agenturu. Specializoval se na cestování, včetně propagačních materiálů a médií a také na železniční fotografii a v roce 1924 vznikl snímek, na kterém chlapec mluví se strojvedoucím společnosti Southern Railway (Jižní železnice) lokomotivy třídy King Arthur na 4. nástupišti stanice Waterloo Station. Fotografie byla používána na železničních plakátech po dobu dalších deseti let s heslem South for Sunshine (Na jih za Sluncem).
Po úspěchu s tímto plakátem se mu otevřely cesty ke spolupráci své nezávislé tiskové agentury s oborem rozvíjejícího se letectví v 20. a 30. letech. Pracoval pro nejdůležitější výrobce letadel Fairey Aviation Company, de Havilland a Supermarine a pomáhal těmto společnostem prodávat nová letadla. Získal zakázky přímo od ministerstva letectví a admirality pro Fleet Air Arm. To mu umožnilo fotografovat pro Royal Air Force letadla ze vzduchu a na základnách RAF.
V roce 1940 byly jeho firemní prostory na londýnské Fleet Street bombardovány během bleskové války a mnoho skleněných negativů bylo zničeno. Práce během válečných let spočívala na zakázkách pro časopis Aeronautics. Spolupráce s magazínem Flying v USA se kryla se vzácnou nabídkou a podporou firmy Kodachrome, která poskytla filmy Ektachrome.

## Galerie

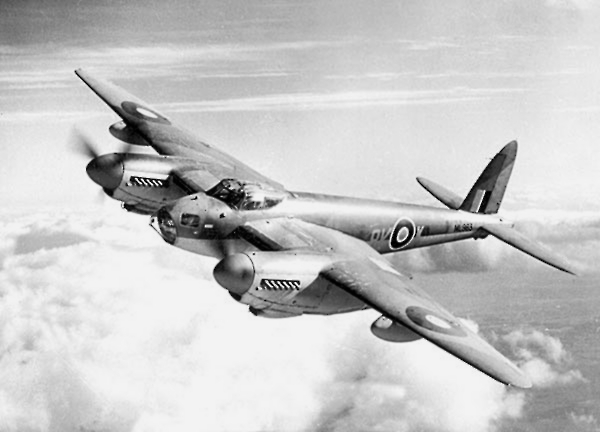
de Havilland Mosquito
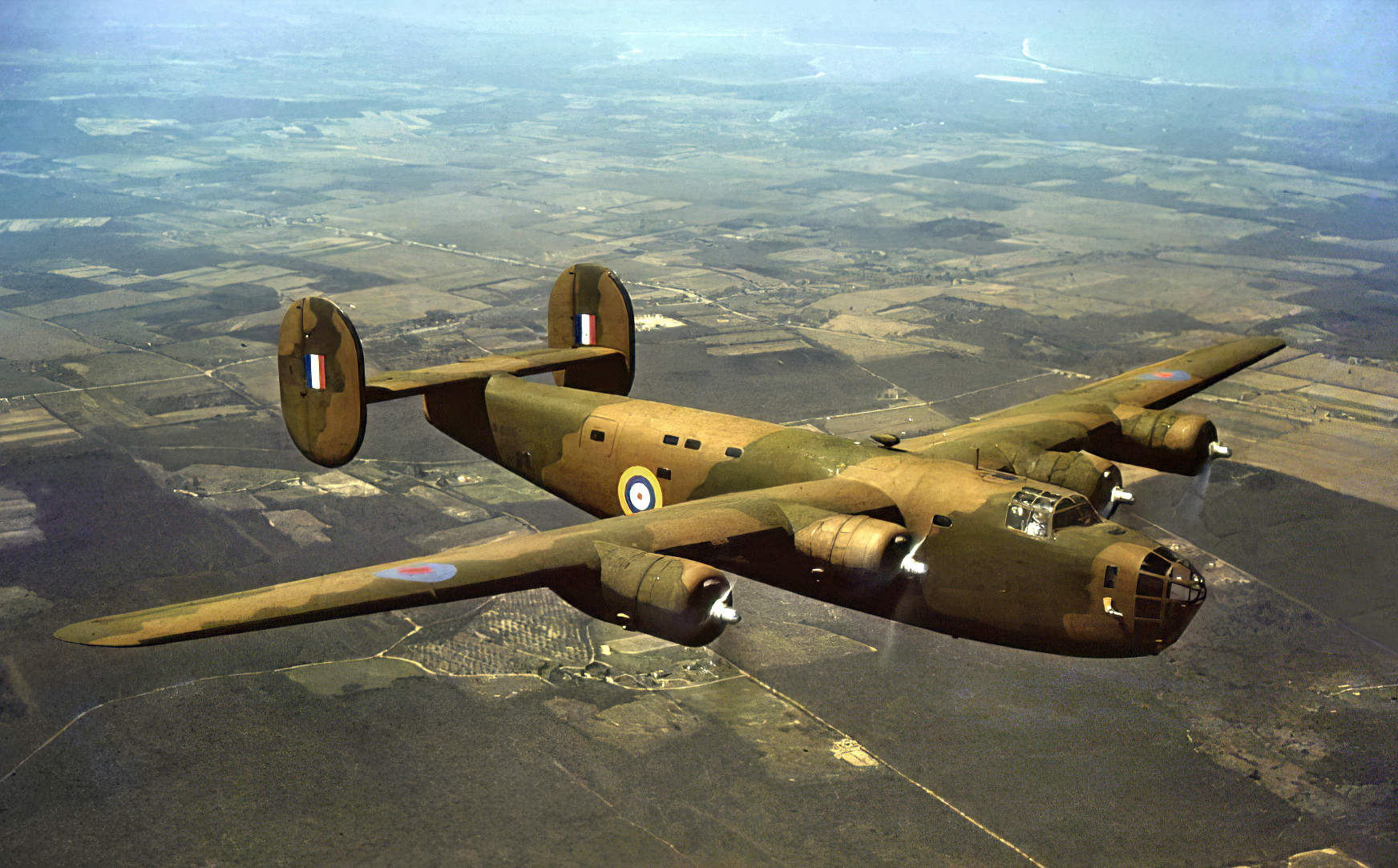
Consolidated B-24 Liberator
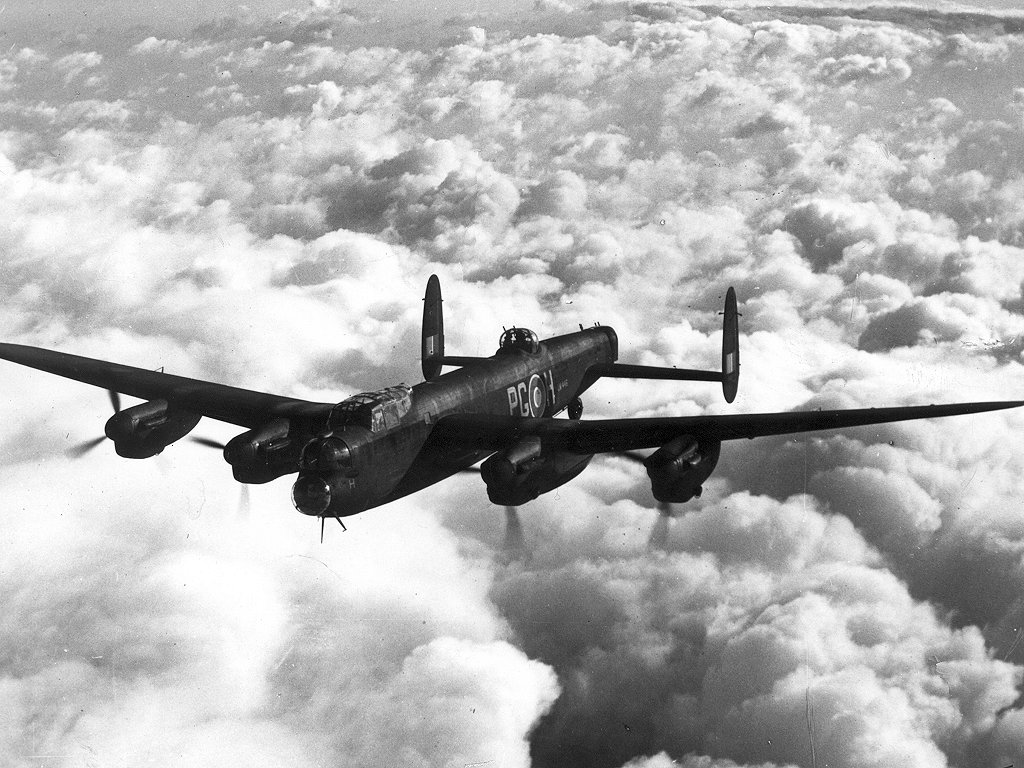
Avro Lancaster Mk 1
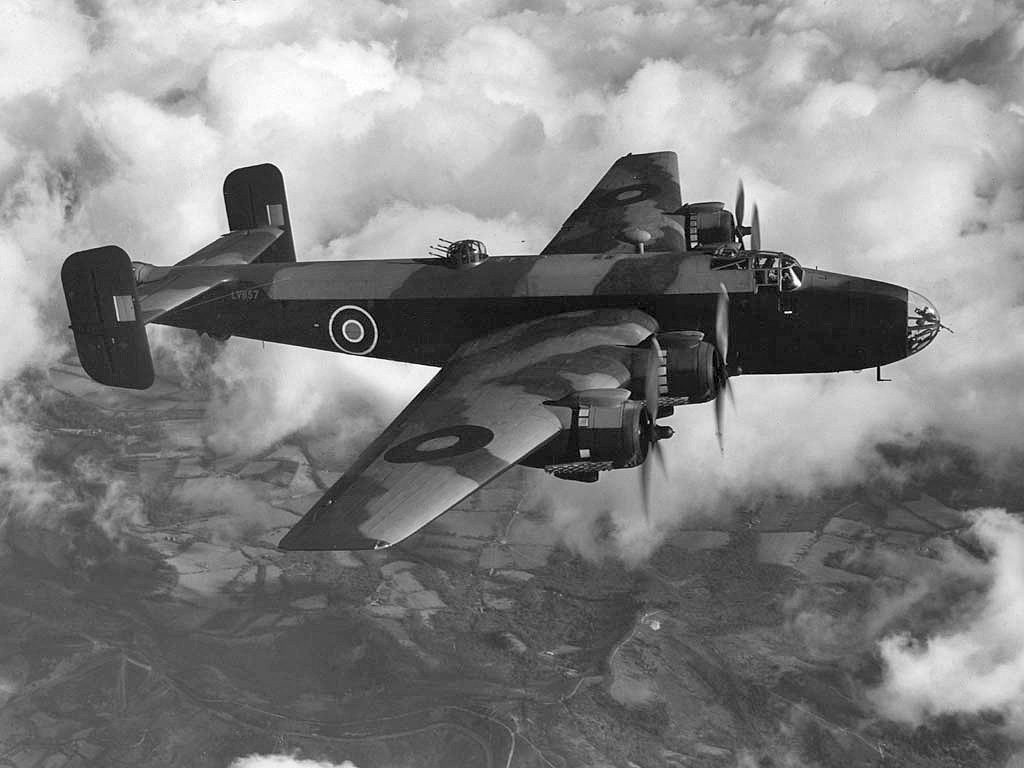
Handley Page Halifax Mk 3
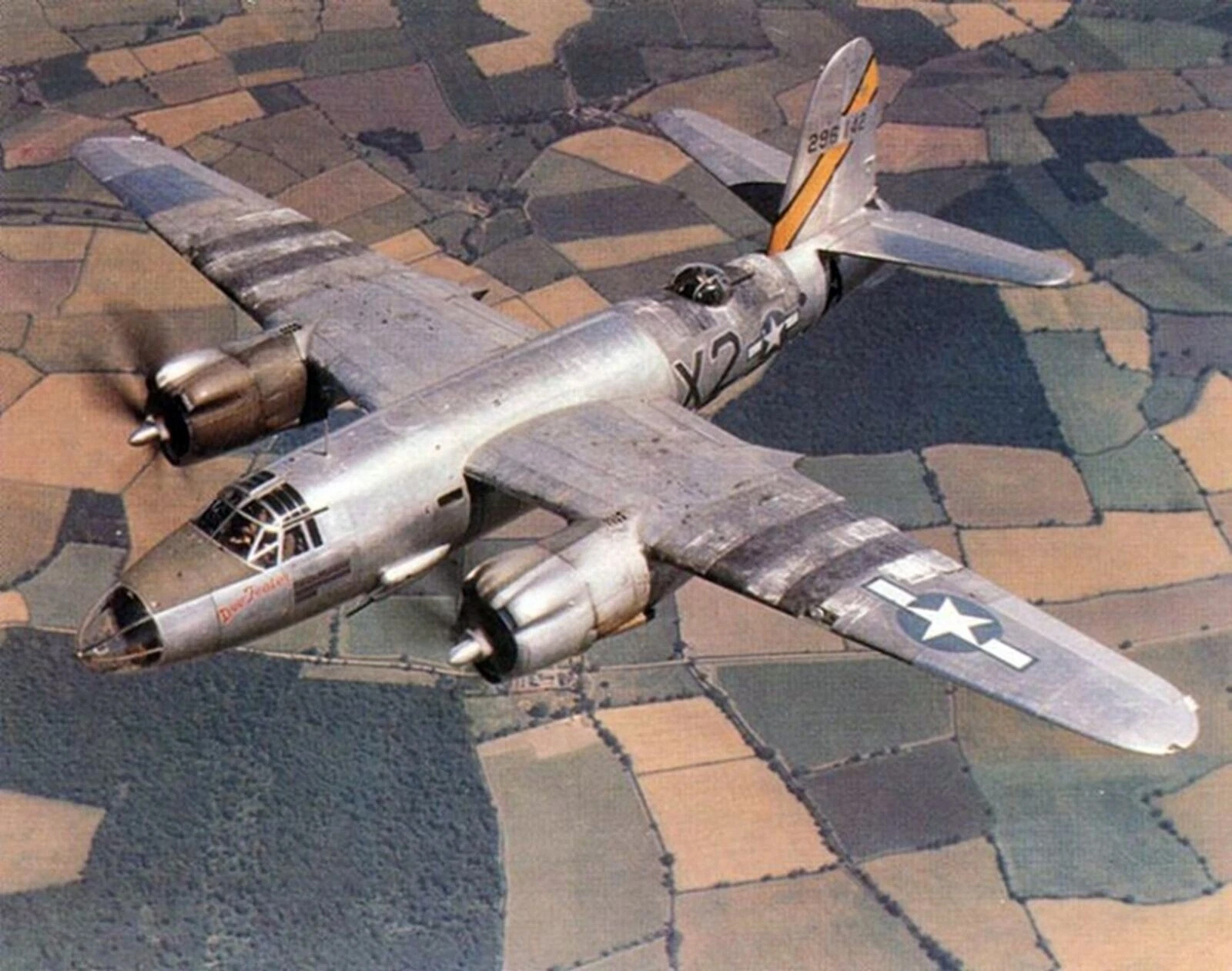
Martin B-26 Marauder
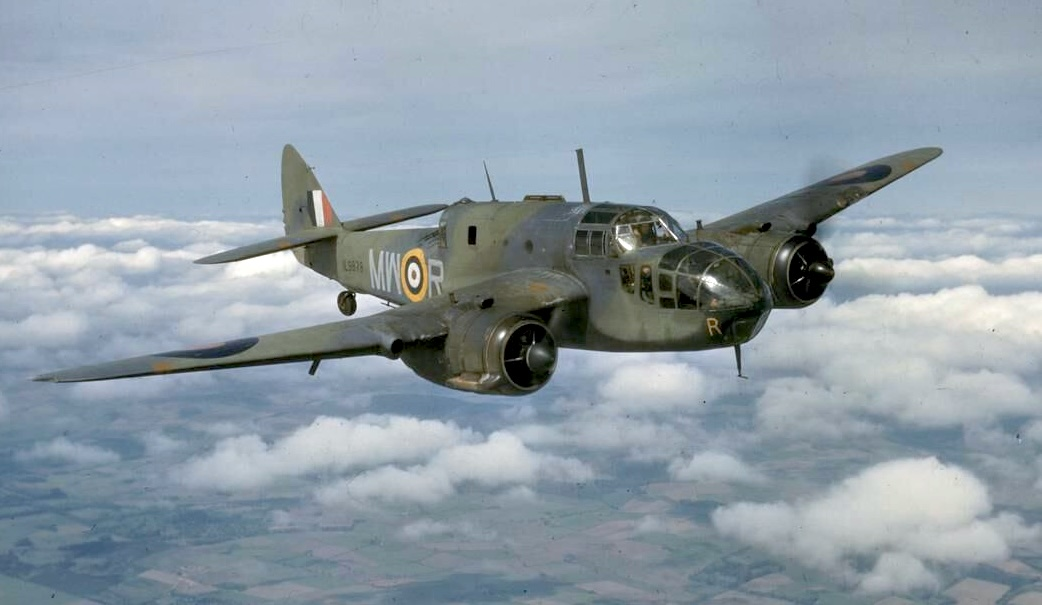
Bristol Beaufort
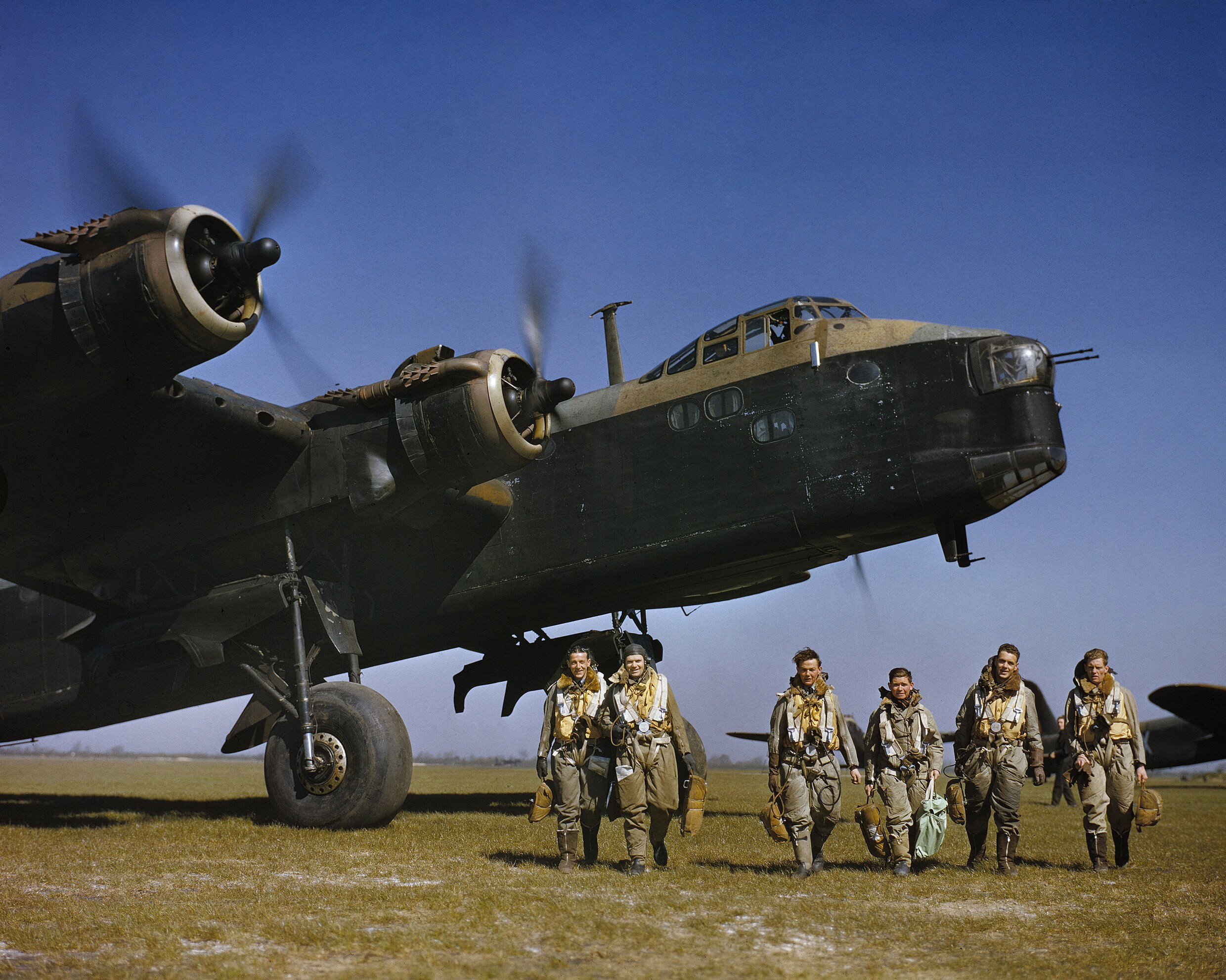
Short Stirling
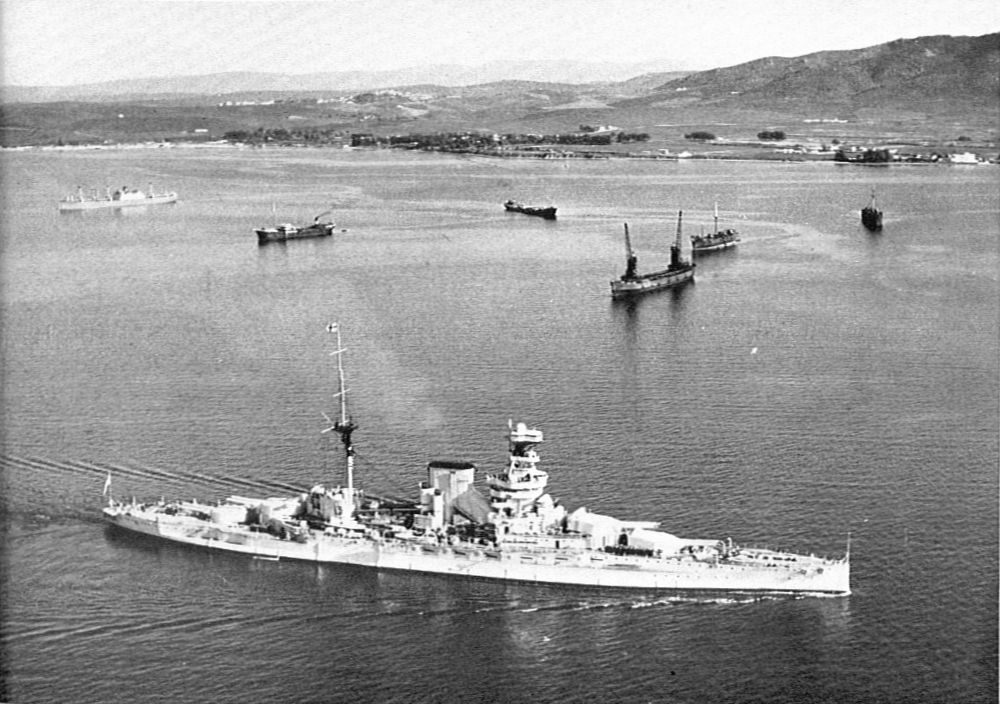
HMS Queen Elizabeth (1936)
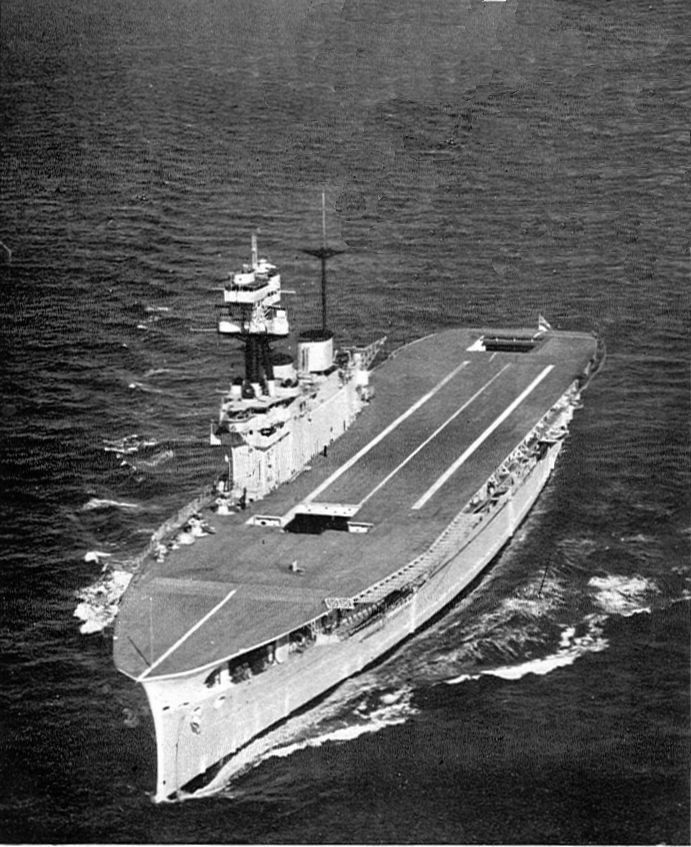
HMS Eagle
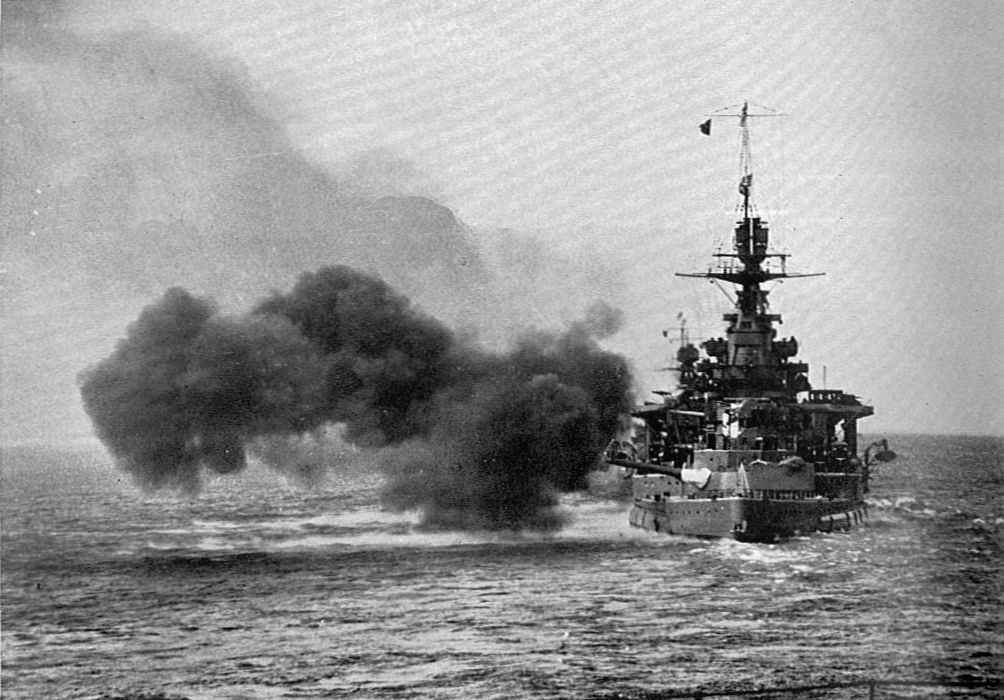
HMS Repulse
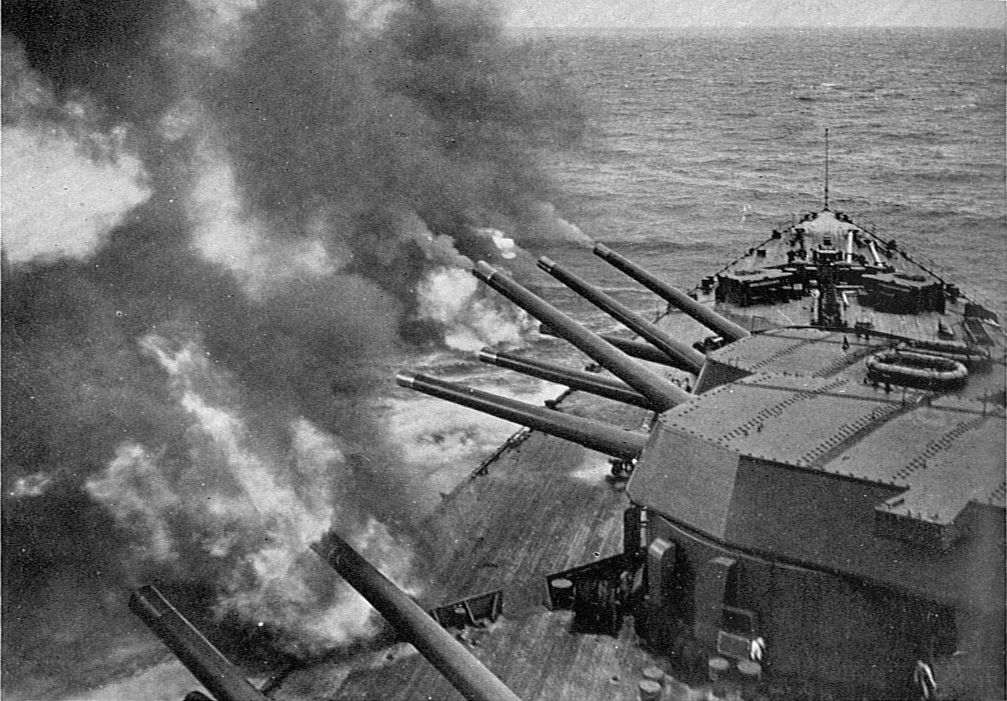
Salva z HMS Rodney
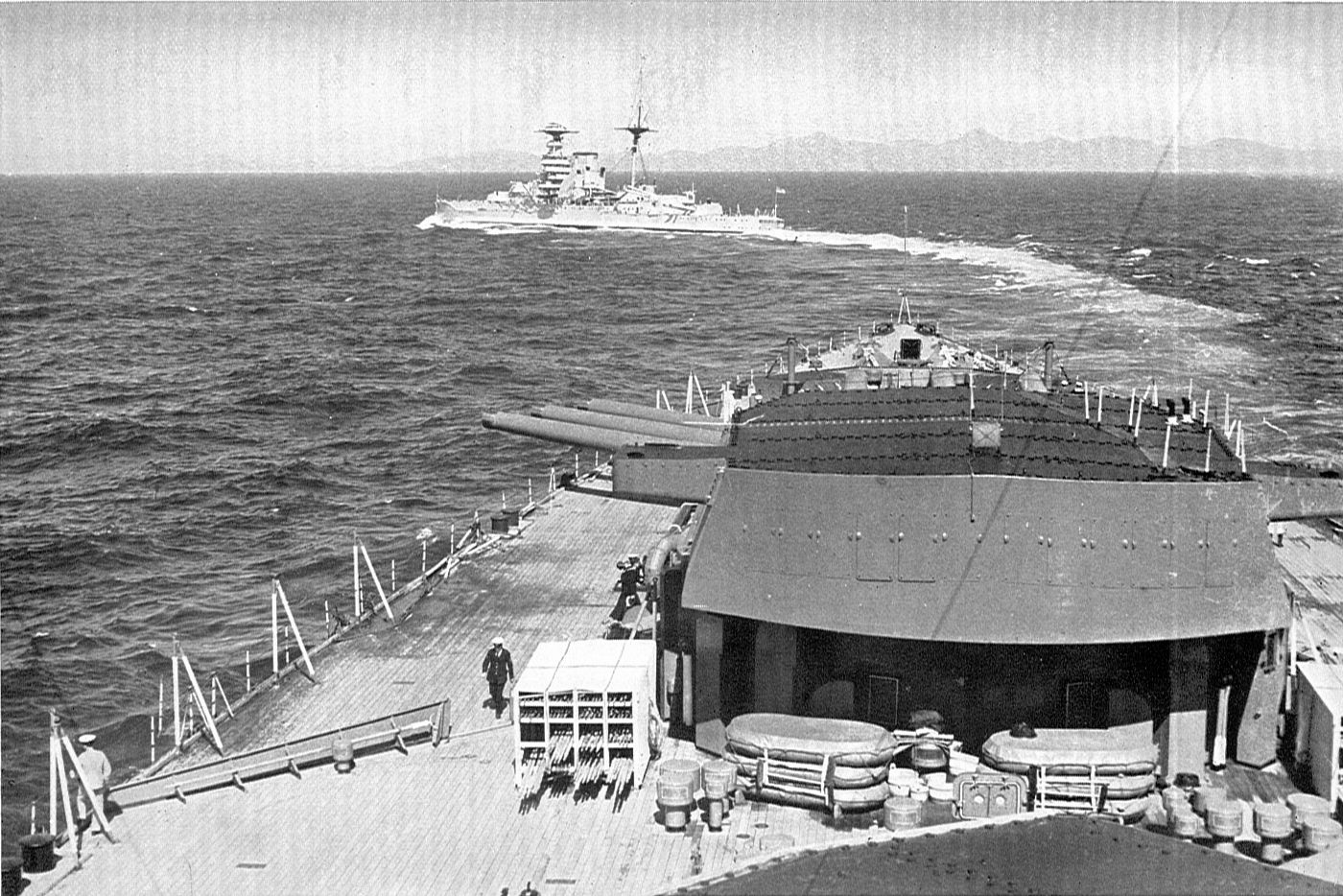
HMS Warspite